# Troy (Alabama)
 Troy és una població dels Estats Units a l'estat d'Alabama. Segons el cens del 2000 tenia 13.935 habitants.

## Demografia
Segons el cens del 2000, Troy tenia 13.935 habitants, 5.583 habitatges, i 3.187 famílies La densitat de població era de 205 habitants/km².
Dels 5.583 habitatges en un 28,1% hi vivien nens de menys de 18 anys, en un 36,6% hi vivien parelles casades, en un 17,2% dones solteres, i en un 42,9% no eren unitats familiars. En el 33,4% dels habitatges hi vivien persones soles l'11,1% de les quals corresponia a persones de 65 anys o més que vivien soles. El nombre mitjà de persones vivint en cada habitatge era de 2,28 i el nombre mitjà de persones que vivien en cada família era de 2,98.
Per edats la població es repartia de la següent manera: un 22,6% tenia menys de 18 anys, un 24,2% entre 18 i 24, un 24,6% entre 25 i 44, un 17,5% de 45 a 60 i un 11,1% 65 anys o més.
L'edat mediana era de 27 anys. Per cada 100 dones hi havia 86 homes. Per cada 100 dones de 18 o més anys hi havia 81,8 homes.
La renda mediana per habitatge era de 25.352 $ i la renda mediana per família de 39.601 $. Els homes tenien una renda mediana de 29.190 $ mentre que les dones 20.368 $. La renda per capita de la població era de 15.589 $. Aproximadament el 17,7% de les famílies i el 23,5% de la població estaven per davall del llindar de pobresa.

## Poblacions més properes
El següent diagrama mostra les poblacions més properes.